# Памятник князю Святославу (Холки)
Па́мятник кня́зю Святосла́ву И́горевичу — монументальная скульптура Великого князя Киевского Святослава Игоревича верхом на коне работы скульптора Вячеслава Клыкова в селе Холки Чернянского района Белгородской области.
Установлен в ноябре 2005 году по случаю 1040-летия победоносного окончания похода князя против Хазарского каганата.
Памятник отражает хазарский миф, распространённую в радикально-националистической среде, включая славянское неоязычество, локальную версию теории еврейского заговора: идею о многовековом «хазарском иге» над Русью и о современных евреях как генетических и культурных наследниках евреев Хазарского каганата (устаревшая гипотеза хазарского происхождения евреев-ашкеназов), тайно правящих Россией или Украиной.

## Описание
Князь киевский Святослав изображён восседающим на боевом коне, над поверженным хазарином, пытающимся защититься щитом. В правой руке князя — занесённый меч. Одет он в боевые доспехи, с бритой головой, украшенной клоком волос, признаком знатности рода.
Вид князя иллюстрирует его решимость и жизнь, практически всю проведённую в военных походах.
Общая высота памятника составляет 13 м (6,5 м постамент и 6,5 м скульптура).
Барельеф на постаменте изображает русских воинов, сражающихся с врагами. На мемориальной плите надпись: «Великому князю киевскому Святославу Храброму благодарные потомки». Ниже таблица «Автор — Вячеслав Михайлович Клыков (1939—2006) — Памятник установлен в ноябре 2005 года».
Создание памятника было связано с общественным резонансом. Первоначально по проекту памятник князю Святославу работы скульптора Вячеслава Клыкова предполагалось установить в Белгороде. Скульптурная композиция, посвящённая 1040-летию разгрома Хазарского каганата, была изготовлена по инициативе возглавляемого Клыковым Международного фонда славянской письменности и культуры. Представители Федерации еврейских общин России (ФЕОР) и Евроазиатского еврейского конгресса (ЕАЕК) выразили протест по поводу изображения на щите поверженного хазарского воина звезды Давида, усматривая в этом антисемитские мотивы. В результате правительство Белгородской области вначале отложило открытие памятника, а затем он был установлен в селе Холки Чернянского района Белгородской области у Холковского монастыря (при этом вызвавший скандал элемент скульптурной композиции был видоизменён, звезда Давида на щите поверженного хазарина была закрыта металлической нашлёпкой на саморезах).

## Контекст
Памятник связан с идеями хазарского мифа: на щите поверженного хазарского воина изображена звезда Давида, на щите князя — неоязыческий и неонацистский символ «коловрат» (восьмиконечная свастика). Композиция в целом является отсылкой к изображению Георгия Победоносца, который побеждает змея-Сатану. Установка памятника была привязана к «Дню победы Святослава над иудейской Хазарией». Предполагалось, что он станет местом собраний сторонников «борьбы с хазарами», но памятник был установлен в отдалённой местности, в селе Холки Белгородской области. Другой памятник Святославу работы Клыкова установлен в Запорожье (2005). Ряд памятников этому князю установлены в других регионах или предлагаются к установке.